# Wallengrenia egeremet
Wallengrenia egeremet là một loài bướm ngày thuộc họ Hesperiidae. Loài này có ở miền nam Maine và miền nam Ontario, phía tây across the Great Lakes states to tây nam North Dakota, phía nam đến central Florida, Gulf Coast và tây nam Texas.
Sải cánh dài 25–39 mm. Con trưởng thành bay từ tháng 6 đến tháng 8 làm một đợt in hầu hết the range. There are two generations with adults on wing từ tháng 5 đến tháng 10 in the deep phía nam và miền đông Texas.
Ấu trùng ăn various Panicum species, bao gồm Panicum clandestinum và Panicum dichotomum. Con trưởng thành ăn mật hoa của nhiều loài hoa.